# سيباستيان كوخ هانسن
سيباستيان كوخ هانسن (بالدنماركية: Sebastian Koch-Hansen)‏ مواليد 19 يونيو 1984، هو لاعب كرة يد دانمركي يلعب كظهير أيمن. يلعب حاليا مع نادي أرغون لكرة اليد في الدوري الإسباني لكرة اليد ويحمل الرقم 20.